# دنیل الکسیچ
دنیل الکسیچ (صربی: Danijel Aleksić؛ زادهٔ ۳۰ آوریل ۱۹۹۱) بازیکن فوتبال اهل صربستان است.
از باشگاه‌هایی که در آن بازی کرده‌است می‌توان به باشگاه فوتبال وویوودینا، باشگاه فوتبال سنت گالن، باشگاه فوتبال گروتر فورث، باشگاه فوتبال جنوآ، باشگاه فوتبال لخیا گدانسک، باشگاه فوتبال کاوالا، و باشگاه فوتبال سن-اتین اشاره کرد.
وی همچنین در تیم‌های ملی فوتبال زیر ۲۱ سال صربستان، و صربستان بازی کرده‌است.